# Ministerio Federal de Vivienda, Desarrollo Urbanístico y Construcción (Alemania)
El Ministerio Federal de Vivienda, Desarrollo Urbanístico y Construcción (en alemán: Bundesministerium für Wohnen, Stadtentwicklung und Bauwesen, abreviado BMWSB) es un departamento ministerial de la República Federal de Alemania.
Con decreto organizativo del 8 de diciembre de 2021, el canciller federal Olaf Scholz ordenó el día de su nombramiento y con efecto inmediato que se constituya un Ministerio Federal de Vivienda, Urbanismo y Construcción.